# Selección de fútbol de Shetland
La Selección de fútbol de Shetland es el equipo representativo de la isla. No está afiliada a FIFA ni a UEFA, pero sí a la IGA, organismo que realiza los Juegos de las Islas cada dos años. Shetland participó de once veces de este torneo y se consagró campeón en 2005, edición en la que fue local.

## Participación en los Juegos de las Islas
| Año   | Ronda                        | Posición     | PJ           | G            | E            | P            | GF           | GC           |
| ----- | ---------------------------- | ------------ | ------------ | ------------ | ------------ | ------------ | ------------ | ------------ |
| 1989  | Ronda Final                  | 5.º          | 4            | 0            | 0            | 4            | 1            | 13           |
| 1991  | Partido por el quinto lugar  | 5.º          | 4            | 2            | 0            | 2            | 7            | 8            |
| 1993  | Partido por el séptimo lugar | 7.º          | 4            | 1            | 0            | 3            | 3            | 10           |
| 1995  | No participó                 | No participó | No participó | No participó | No participó | No participó | No participó | No participó |
| 1997  | Partido por el quinto lugar  | 5.º          | 4            | 2            | 1            | 1            | 4            | 6            |
| 1999  | Partido por el noveno lugar  | 10.º         | 5            | 2            | 0            | 3            | 14           | 14           |
| 2001  | Partido por el séptimo lugar | 8.º          | 4            | 1            | 2            | 1            | 6            | 7            |
| 2003  | Partido por el séptimo lugar | 7.º          | 5            | 2            | 1            | 2            | 10           | 8            |
| 2005  | Campeón                      | 1.º          | 5            | 4            | 1            | 0            | 10           | 1            |
| 2007  | No participó                 | No participó | No participó | No participó | No participó | No participó | No participó | No participó |
| 2009  | Partido por el 13.er lugar   | 13.º         | 4            | 1            | 1            | 2            | 7            | 9            |
| 2011  | No participó                 | No participó | No participó | No participó | No participó | No participó | No participó | No participó |
| 2013  | No participó                 | No participó | No participó | No participó | No participó | No participó | No participó | No participó |
| 2015  | Partido por el tercer lugar  | 4.º          | 5            | 2            | 1            | 2            | 10           | 5            |
| 2017  | Partido por el noveno lugar  | 10.º         | 4            | 1            | 0            | 3            | 7            | 12           |
| Total | 11/15                        | 1 título     | 44           | 18           | 7            | 23           | 79           | 93           |

## Jugadores
Los jugadores convocados son nacidos en Shetland y todos juegan para su liga.
- Erik Peterson (Ness United FC)
- Leighton Flaws (Delting FC)
- Robert Smith (Celtic FC)
- Shane Jamieson (Spurs FC)
- Richard Arthur (Whalsay FC)
- Joel Bradley (Celtic FC)
- James Aitken (Celtic FC)
- Connor Regan (Celtic FC)
- James Johnston (Celtic FC)
- Neil Laurenson (Celtic FC)
- Erik Thomson (Unst FC)
- Joe Kay (Spurs FC)
- Finn Watt (Celtic FC)
- Greg Tulloch (Spurs FC)
- Jordan Thomason (Spurs FC)
- Piotr Drozdowski (Whitedale FC)
- Calvin Leask (Celtic FC)
- Gary Sutherland (Spurs FC)

## Récord histórico
Los partidos corresponden a los Juegos de las Islas, a excepción de los jugados con las Islas Orcadas, ya que por ser clásicos rivales se han enfrentado mucho en partidos de carácter amistoso desde 1919.
| Rival               | PJ | PG | PE | PP | GF  | GC  |
| ------------------- | -- | -- | -- | -- | --- | --- |
| Åland               | 4  | 1  | 0  | 3  | 5   | 8   |
| Islas Feroe         | 24 | 6  | 2  | 16 | 37  | 66  |
| Islas Malvinas      | 1  | 1  | 0  | 0  | 4   | 0   |
| Frøya               | 1  | 1  | 0  | 0  | 3   | 1   |
| Gibraltar           | 4  | 3  | 0  | 1  | 6   | 5   |
| Gotland             | 2  | 0  | 1  | 1  | 1   | 3   |
| Groenlandia         | 3  | 1  | 0  | 2  | 9   | 7   |
| Guernsey            | 3  | 2  | 0  | 1  | 9   | 7   |
| Hitra               | 2  | 2  | 0  | 0  | 6   | 2   |
| Isla de Man         | 4  | 1  | 1  | 2  | 5   | 9   |
| Isla de Wight       | 2  | 0  | 1  | 1  | 0   | 2   |
| Jersey              | 2  | 0  | 0  | 2  | 0   | 7   |
| Menorca             | 1  | 0  | 1  | 0  | 2   | 2   |
| Islas Orcadas       | 86 | 50 | 4  | 32 | 207 | 156 |
| Saaremaa            | 3  | 2  | 1  | 0  | 6   | 4   |
| Hébridas Exteriores | 2  | 0  | 0  | 2  | 1   | 4   |
| Anglesey            | 4  | 0  | 1  | 3  | 2   | 10  |